# Famille Mancini
 (juillet 2023).
Si vous disposez d'ouvrages ou d'articles de référence ou si vous connaissez des sites web de qualité traitant du thème abordé ici, merci de compléter l'article en donnant les références utiles à sa vérifiabilité et en les liant à la section « Notes et références ».
La famille Mancini, dite de Lucij, est une famille originaire de Rome, en Italie.
Elle ne doit pas être confondue avec d'autres familles homonymes italiennes.

## Histoire

Armes des Mancini de Lucij : d'azur à deux brochets nageants au naturel l'un sur l'autre

Armes des Mancini-Mazzarini : écartelé aux premier et quatrième d'azur à un faisceau des licteurs d'or lié d'argent la hache du même; aux deuxième et troisième d'azur à deux brochets nageants d'argent l'un sur l'autre

Les Mancini étaient appelés de Lucij à Rome en raison des brochets (lucio en italien, par jeu de mots possible avec l'ancêtre Lucio) dans leur blason.
Beaucoup des leurs furent Conservatori all'Urbe. Le fondateur de la famille fut Lucio Mancini qui vécut en 990. Au fil des siècles, la famille eut plusieurs lignées qui se développèrent. Ils donnèrent à la cité Priori, Consoli, Gonfalonieri et Dottori, mais les plus importants sont :
- La lignée Sicile une première lignée eut pour fondateur Giacomo Mancini, qui pour fuir les persécutions de Vitelleschi, se rendit en Sicile en 1256 ; les Barons de Tardello, Tumminii et Ogliastro en descendent. Cette lignée s'éteint au XVIIe siècle. Une seconde lignée eut pour fondateur Francesco Mancini, consanguin du cardinal Jules Mazarin[1], qui se rendit en Catania au XVIIe siècle comme procureur général du prince Marco Antonio Colonna et de sa femme Isabella Gioeni[2]. La Municipalité de la ville de Catania a dédié à la famille Mancini rues et places. Cette lignée est toujours florissante et porte le nom Mancini de Lucij[3],[4],[5].
- La lignée Nevers fut illustrée par beaucoup d'éminents personnages :
  - Michele Lorenzo (Michel Laurent) qui épouse Geronima Mazzarini, sœur du cardinal Mazarin, dont :
    - Paul Jules, capitaine de chevau-légers, mortellement blessé à la bataille du faubourg Saint-Antoine le 2 juillet 1652 ;
    - Laure-Victoire, duchesse de Mercœur qui épousa le prince Louis II de Vendôme dont :
      - Louis Joseph, duc de Vendôme ;
      - Philippe, dit le prieur de Vendôme ;
      - Jules César ;

    - Olympe, comtesse de Soissons qui épousa le prince Eugène-Maurice de Savoie-Carignan dont :
      - Eugène de Savoie-Carignan ;

    - Philippe, créé duc de Nevers et Donzy, avec le privilège de battre monnaie, par son oncle le cardinal Mazarin en 1661; il était chevalier de l'ordre du Saint-Esprit et Lieutenant de la première compagnie des Mousquetaires du roi : son successeur dans la charge fut le comte D'Artagnan, dont :
      - Philippe Jules François, duc de Nevers, dont :
        - Louis-Jules, duc de Nivernais, prince de Vergagne et du Saint-Empire, et chevalier de l'ordre de la Toison d'or et de l'ordre du Saint-Esprit, écrivain et diplomate ;

    - Marie, princesse Colonna et premier amour de Louis XIV ;
    - Hortense, duchesse de Rethel-Mazarin, maîtresse du roi Charles II d'Angleterre ;
    - Alphonse, mort à la suite d'un accident de jeu au Collège de Clermont ;
    - Marie Anne, duchesse de Bouillon, protectrice de La Fontaine ;
- La lignée Naples eut pour fondateur Domenico Nicola Mancini qui fut créé Marquis de Fusignano en 1535 par le prince Francesco d'Este, fils de Alphonse Ier d'Este et qui se rendit dans le royaume de Naples en 1527. Domenico Nicola III, 5e Marquis de Fusignano obtint le titre de Comte de Mancini en 1745 par le pape Benoît XIV ; le membre le plus important fut le comte Pascal-Stanislas Mancini, 8e marquis de Fusignano, jurisconsulte et homme politique italien.
- La lignée San Vittore eut pour fondateur le comte Antonio Filippo Luigi Mancini des Marquis de Fusignano (1824-1890), lieutenant de l'Armée napolitaine en 1850 et seigneur du château de San Vittore dans le royaume des Deux-Siciles; le membre le plus important fut le comte Antonio Eugenio Andrea Mancini (1915-1990), héros de la Seconde Guerre mondiale et croix de guerre : les actuels représentants sont le comte Adriano Fulvio Mario Mancini (Rome 1952- Rocca Massima 2013), Commandeur de l'ordre souverain de Malte et son fils, comte Federico Adriano Mario La Longa Mancini (Rome 1979)[6],[7], chevalier de l'ordre de l'Aile de Saint Michel, Vitéz, chevalier de l'ordre du Mérite de Savoie, chevalier d'honneur de l'ordre souverain de Malte, Garde d'honneur des tombes royales.
- Grâce à un don de 100 000 ducats du cardinal Mazarin pour l'effort de guerre en Candie à la république de Venise, un neveu de la famille Mancini à Venise fut agréé à la noblesse vénitienne le 12 janvier 1659. Cette branche s'éteignit en 1701.

N. B. : Les armoiries des Mancini ont inspiré celles de la commune française de Liernais.

## Titre
Leur titres et fiefs furent nombreux : duc de Nevers et Donzy, prince de Vergagne et du Saint-Empire avec le traitement de Son Altesse Sérénissime, pair de France, grand d'Espagne de la première classe, comte de Montefortino, vicomte de Clamecy, baron de Tardello, Tumminii et Ogliastro, seigneur de Claye-Souilly, noble romain et vénitien. Ils furent chevaliers de l'ordre de la Toison d'or, de l'ordre du Saint-Esprit et de l'ordre de Saint-Michel. L'humaniste Marco Antonio Altieri (1457-1537) dans Li Nuptiali, une importante collection d'informations sur Rome au XVIe siècle, avec la classification des familles nobles, les inclut parmi les familles nobles romaines. Elle a joui des Honneurs de la Cour.